# Sydsudans fodboldforbund
South Sudan Football Association (SSFA) er det styrende organ for fodbold i Sydsudan. Den blev etableret i april 2011, og blev i maj 2012 optaget i det internationale fodboldforbund FIFA.
I maj 2011 udnævnte de deres første leder af Sydsudans fodboldlandshold.
I April 2011, udstedte Sydsudans regering's (GOSS) minister for Ungdom, Sport og fritid, Makuac Teny Youk en bekendtgørelse om oprettelsen af Det midlertidlige nationale fodboldforbund 
Foreninger vil blive i embedet i et år , og vil føre tilsyn med fodboldanliggender i sydsudan. De vil blive ledet af Oliver Mori Benjamin som præsiden, Doub Foj Jok som vicepræsident, Rudolf Andera Oujika som generalsekretær, og Jaden Jada Solomon som kasser. De har i alt 17 medlemmer.
I februar 2011, talte de om muligheden for sydsudan tilslutter sif CAF.CAF,s præsident Issa Hayatou sagde: "...Vi klargører tanken om et nyt medlem. Vi vil sende en delegation for at studere situationen og vores handlinger vil udgå fra deres rapport."
Deres hovedkvarter ligger i sydsudans hovedstad Juba.